# آلاکورتی (روسیه)
آلاکورتی (روسی: Алакуртти) یک منطقه روستایی در ناحیه Kandalakshsky در استان مورمانسک، روسیه، واقع در شمال دایره قطب شمال در ارتفاع ۱۹۲ متری (۶۳۰ فوت) از سطح دریا است. جمعیت آن در سرشماری سال ۲۰۱۰، ۳۴۲۴ نفر بوده‌است.